# Shōjin ryōri
Shōjin ryōri (精進料理) est le nom d'un assortiment de plats végétaliens servis traditionnellement dans des temples et sanctuaires japonais qui enseignent ou supportent les valeurs du shugendō, ainsi que dans les temples du bouddhisme zen.
Originellement consommée par les moines de la montagne appelés yamabushi, la shōjin ryōri n'a recours à aucun produit d'origine animale, ce qui s'inscrit dans le cadre d'une pratique stricte et rigoureuse des enseignements bouddhiques.

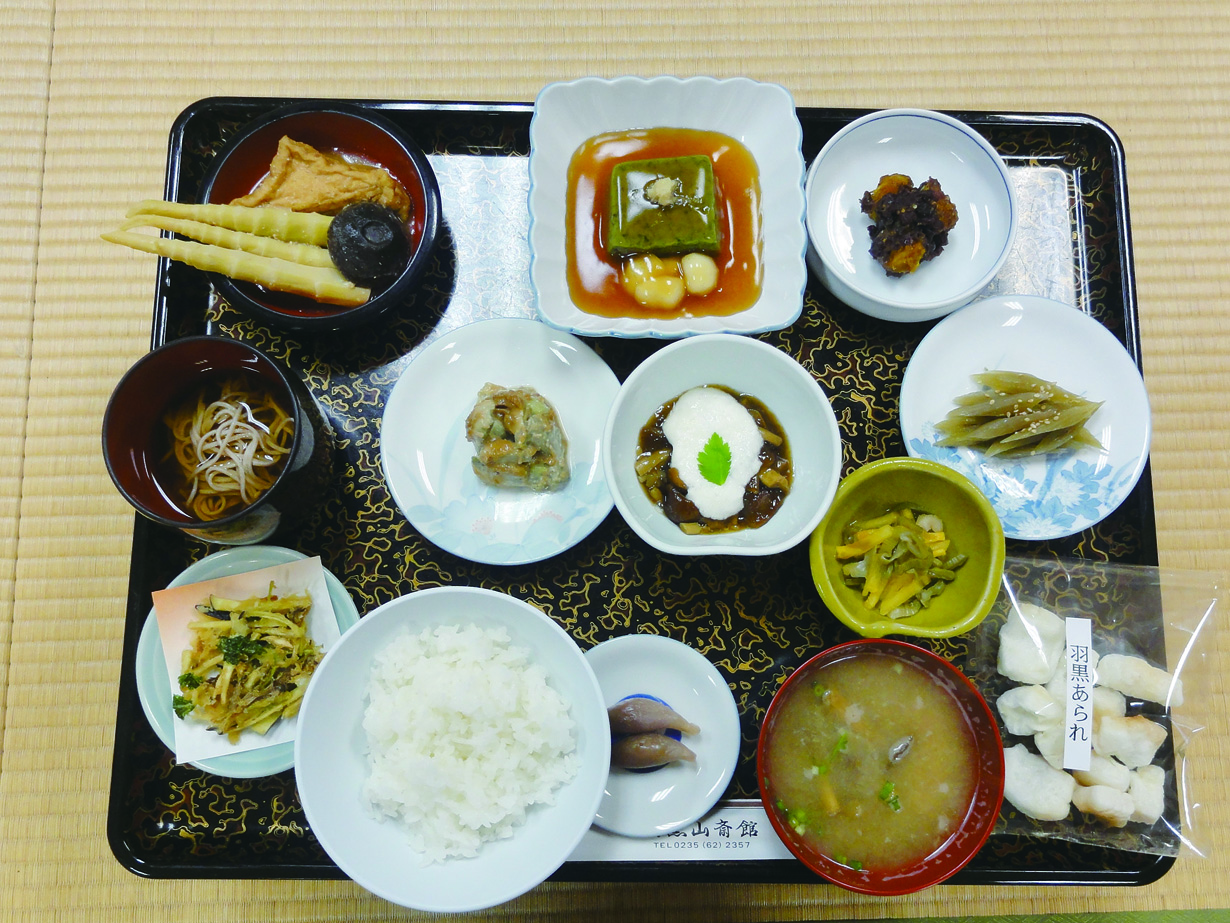
Pousses de bambou, champignons, soba, riz blanc, tofu au sésame, légumes de la montagne, soupe miso et divers petits plats végétaliens.

## Étymologie
Dans la religion shintō, « shōjin (精進) » signifie le retrait du monde profane pour trouver la sérénité. Dans la religion bouddhique, ce mot désigne plutôt le fait de se dépenser corps et âme sans rien attendre en retour.
Ainsi, on peut en déduire que dans les deux religions, le mot « shōjin » désigne une vertu spirituelle. « Ryōri (料理) » signifiant « cuisine », on pourrait donc traduire « shōjin ryōri » par « nourriture spirituelle » ou « nourriture pour l'élévation spirituelle, ».

## Histoire
L'origine de la shōjin ryōri prend source dans les enseignements du Bouddha Siddhartha Gautama (« Shakamuni » en japonais), qui déclara qu'il était mal de tuer une créature sensible, même dans le but de se nourrir, au même titre qu'il était mal de voler, tromper, médire, contraindre. Les disciples de Gautama adoptèrent alors une alimentation naturelle basée sur des denrées qui poussent dans la nature afin de n'engendrer aucune souffrance pour leur propre bien, tout comme leur avait enseigné leur maître. 
Au Japon, l'origine de la shōjin ryōri peut s'établir en 675, lorsque l'empereur Tenmu interdit par un édit impérial aux moines de manger de la viande,.

## Principes
La cuisine shōjin ryōri répond à un ensemble de principes : 
- l'abstention de produits carnés. Le bouddhisme promeut la compassion pour tous les êtres : on ne peut donc les tuer pour les manger. Au Japon, la cuisine shōjin ryōri est végétale, faisant l'impasse sur tout produit d'origine animale. Certains moines utilisent du lait ou du beurre dans certaines recettes, mais c'est très rare[6] ;
- l'abstention des cinq plantes à la saveur âcre. La liste de ces légumes a varié au cours du temps. Aujourd'hui, les cuisiniers japonais évitent l'ail, l'oignon, la ciboule, l'ail tubéreux et l'oignon de Chine[6]. Les explications de cet interdits demeurent obscures : certains prétendent que cueillir ces légumes reviendrait en effet à « tuer » la plante, ce qui est contraire aux valeurs du bouddhisme. D'autres avancent que le goût et l'odeur de ces aliments demeureraient plus longtemps et perturberaient ainsi la pratique méditative[7] ;
- la combinaison des cinq saveurs. L'acide, l'amer, le sucré, le piquant et le salé doivent tous se retrouver dans chaque repas[6]. Dans Tenzo Kyōkun (en français, Les Instructions au cuisinier), Dōgen ajoute une sixième saveur : la fadeur, qui est aujourd'hui plus perçue comme une tendance globale de la cuisine qu'un sixième sens à part entière. En effet, les aliments sont rarement épicés : on préfèrera la simple utilisation d'un dashi végétalien pour rehausser le goût des plats[6] ;
- la combinaison des cinq couleurs. Le vert, le rouge, le jaune, le blanc et le noir doivent tous se retrouver dans chaque repas[6] ;
- les cinq méthodes de préparation. Dans la cuisine shōjin ryōri, cinq méthodes de préparations sont utilisées : les préparations crues, saumurées ou fermentées ; la cuisson à l'eau ; la cuisson sur le gril ou dans la poêle ; la friture ; la cuisson à la vapeur[6]. Ces méthodes influencent la texture des aliments : en effet, le croustillant et le croquant sont aux abonnés absents de la cuisine shōjin ryōri (sauf exception), et ce pour que la mastication soit la plus silencieuse possible pour les moines au temple. Les aliments doivent en outre être facilement découpables, car seules une cuillère et une paire de baguette sont utilisées au cours du repas[6] ;
- les trois esprits. Lorsqu'il prépare le repas, le cuisinier se doit de respecter trois esprits : « l'esprit joyeux », car il doit être joyeux et reconnaissant d'établir un lien avec la pratique ; « l'esprit nourricier », car il doit préparer le repas avec compassion, en se mettant à la place des bénéficiaires de la nourriture et l'adaptant aux besoins ; « l'esprit magnanime », car il doit cuisiner sans incertitude, en traitant tous les ingrédients avec la même attention, peu importe leur nature[8].

Certains pratiquants ajoutent d'autres règles, telles que l'obligation d'utiliser des produits biologiques, locaux et de saison (quitte à les faire mariner par la suite dans du vinaigre pour les conserver quelques mois). Ces principes sont apparus assez récemment, en opposition avec la possibilité nouvelle de consommer des produits cultivés à l'autre bout du monde à renforts d'engrais et de pesticides. En règle générale, les aliments accessibles sont privilégiés aux aliments rares et coûteux.

## Ingrédients de base
Les cuisiniers de shōjin ryōri utilisent des légumes, des algues, des plantes sauvages, des céréales et des légumineuses. La shōjin ryōri fait également la part belle aux produits séchés au soleil, comme les algues et les champignons. On retrouvera aussi du tofu .
Les épices étant très peu utilisées en shōjin ryōri, les plats sont souvent relevés par un shōjin dashi (en français, « base liquide de shōjin  »). Le shōjin dashi peut se préparer à base de kombu, de wakame, de shiitake, de haricots de soja, de patates douces ou d'épluchures de légumes. Le dashi peut être froid ou chaud, mais ne doit jamais être porté à ébullition.
Le sel, la sauce soja (foncée, claire et tamari), le mirin et le miso sont les éléments de base de l'assaisonnement. Les cuisiniers utilisent aussi fréquemment des mayonnaise végétaliennes à base de lait de soja ou de tofu soyeux. En guise de condiments, on retrouvera du sel de sésame(gomashio) et le kinako, longtemps utilisé avant l'arrivée du sucre. Dans tous les cas, l'assaisonnement est utilisé pour mettre en valeur la saveur naturelle des aliments, et non pour la masquer.
La shōjin ryōri utilise également les gélifiants (agar-agar, fécule de kuzu ou fécule de pomme de terre) pour la fabrication de « faux tofus » de divers légumes et céréales ou pour épaissir les préparations liquides.
Le shio koji (malt de riz fermenté) est un élément indispensable de la shōjin ryōri largement utilisé, notamment pour les marinades de légumes.